# Willem de Zoete
Willem de Zoete, heer van Haultain (1565 - Sluis, 26 september 1637) was een Zeeuws  admiraal uit het begin van de 17e eeuw. Hij diende van 1601 tot 1627 als luitenant-admiraal van de Zeeuwse admiralitateit. 
Hij leidde een Nederlandse vloot van 20 oorlogsschepen, die onder de voorwaarden van het Frans-Nederlands verdrag uit 1624 door de Republiek moest worden geleverd om de Fransen te helpen. De vloot was bedoeld om een opstand van Franse hugenoten op het Île de Ré neer te slaan. Zijn vloot werd in februari 1626 uit Franse dienst teruggetrokken na een besluit daartoe van de Staten-Generaal in december 1625.

## Voetnoten
1. ↑  Thomas Hobbes, Reason of state, propaganda, and the Thirty Years, zie blz. 140